# Léon Remacle
Léon Joseph Ghislain Remacle (Émines, 23 mei 1921 - Ottignies, 18 mei 2002) was een Belgisch volksvertegenwoordiger en senator voor de PSC.

## Levensloop
Remacle, oorlogsvrijwilliger tijdens de Tweede Wereldoorlog, promoveerde in 1945 tot doctor in de rechten aan de Katholieke Universiteit Leuven en vestigde zich als advocaat aan de balie van Namen, een beroep dat hij tot kort voor zijn dood uitoefende. Hij was ook juridisch adviseur bij de Unions Professionelles Agricoles. 
Hij begon aan politieke activiteiten als kabinetsadviseur bij de minister van Landbouw, Charles Héger. Tijdens de jaren 1950 was hij actief in de schoolstrijd. Hij stichtte in Namen een comité voor de schoolvrijheid en voerde vooral actie in de landbouwmilieus. Hij werd ook arrondissementsvoorzitter van de PSC in Namen en trad toe tot het nationaal bestuur van de partij.
Van 1965 tot 1985 zetelde Remacle voor het arrondissement Namen in de Kamer van volksvertegenwoordigers. Hij was onder meer ondervoorzitter van de Kamer en een aantal jaren voorzitter van de Commissie Justitie. Vanuit zijn mandaat in de Kamer was hij ook lid van de Cultuurraad voor de Franse Cultuurgemeenschap en opvolger de Franse Gemeenschapsraad en van de Waalse Gewestraad. Van 1981 tot 1985 was hij ondervoorzitter van de Franse Gemeenschapsraad. Van 1985 tot 1987 zetelde hij tevens in de Belgische Senaat als provinciaal senator voor Namen.
In de korte regering Eyskens-Cools was hij van 1972 tot 1973 staatssecretaris voor het Openbaar Ambt.
Hij overleed de dag waarop de PSC besliste zich voortaan cdH te noemen.